# Печерское сельское поселение (Хиславичский район)
Печерское сельское поселение — муниципальное образование в составе Хиславичского района Смоленской области России.
Административный центр — деревня Печёрская Буда.

## Географические данные
- Расположение: восточная часть Хиславичского района
- Граничит:
  - на севере — с Владимировским сельским поселением
  - на северо-востоке — с Череповским сельским поселением
  - на востоке — с Починковским районом
  - на юго-востоке — с Шумячским районом
  - на юге — с Микшинским сельским поселением
  - на юго-западе — с Иозефовским сельским поселением
  - на западе — с Корзовским сельским поселением
  - на северо-западе — с Хиславичским городским поселением

- Крупная река: Сож, Березина.

## История
До 25 мая 1919 года территория поселения входила в состав Пирянской волости Мстиславского уезда Могилёвской губернии, затем земли находились в составе Гомельской губернии, с 30 июня 1919 года поселение уже в составе Смоленской губернии. Печёрский сельский совет был образован в 1950 году.
Печерское сельское поселение образовано Законом от 20 декабря 2004 года.  
Законом Смоленской области от 20 декабря 2018 года, к 1 января 2019 года в Печерское сельское поселение были включены все населённые пункты упразднённого Микшинского сельского поселения.

## Население
| 2007 | 2011 | 2012 | 2013 | 2014 | 2015 | 2016 |
| ---- | ---- | ---- | ---- | ---- | ---- | ---- |
| 1131 | ↘743 | ↘717 | ↘707 | ↘700 | ↘670 | ↘638 |
| 2017 | 2018 | 2019 | 2020 | 2021 |      |      |
| ↘625 | ↘612 | ↘593 | ↗766 | ↘676 |      |      |

## Населённые пункты
В состав сельского поселения входят 42 населённых пункта:
| №  | Населённый пункт  | Тип     | Население |
| -- | ----------------- | ------- | --------- |
| 1  | Белица            | деревня | 18        |
| 2  | Болотово          | деревня | 11        |
| 3  | Большое Шкундино  | деревня | 2         |
| 4  | Выдрица           | деревня | 4         |
| 5  | Высокая Буда      | деревня | 0         |
| 6  | Вяземка           | деревня | 0         |
| 7  | Галушки           | деревня | 2         |
| 8  | Гороватка         | деревня | 70        |
| 9  | Горькавка         | деревня | 0         |
| 10 | Доброхотовка      | деревня | 6         |
| 11 | Дубровка          | деревня | 21        |
| 12 | Дятловка          | деревня | 0         |
| 13 | Заборье           | деревня | 22        |
| 14 | Зарево            | деревня | 159       |
| 15 | Козловка          | деревня | 95        |
| 16 | Комаровка         | деревня | 17        |
| 17 | Косачевка         | деревня | 4         |
| 18 | Красиловка        | деревня | 0         |
| 19 | Красная Площадь   | деревня | 13        |
| 20 | Кукуевка          | деревня | 20        |
| 21 | Лен-Стан          | деревня | 0         |
| 22 | Лукавец           | деревня | 10        |
| 23 | Малое Шкундино    | деревня | 0         |
| 24 | Мартыновка        | деревня | 17        |
| 25 | Машонка           | деревня | 0         |
| 26 | Медведовка        | деревня | 0         |
| 27 | Микшино           | деревня | 148       |
| 28 | Огнеполье         | деревня | 0         |
| 29 | Петрополье        | деревня | 171       |
| 30 | Петуховщина       | деревня | 0         |
| 31 | Печерск           | деревня | 1         |
| 32 | Печёрская Буда    | деревня | 180       |
| 33 | Пильники          | деревня | 6         |
| 34 | Подлужье          | деревня | 0         |
| 35 | Пытьки            | деревня | 1         |
| 36 | Родьковка         | деревня | 3         |
| 37 | Старая Буда       | деревня | 1         |
| 38 | Старая Воробьевка | деревня | 6         |
| 39 | Тарановка         | деревня | 12        |
| 40 | Трипутино         | деревня | 8         |
| 41 | Шабель            | деревня | 1         |
| 42 | Шашки             | деревня | 0         |

Упразднённые населённые пункты
- деревни Захарино (Хиславичский район), Моисеевка[14], Долгий Мост.